# Embadium
Embadium es un género de plantas con flores perteneciente a la familia Boraginaceae. Comprende tres especies.

## Taxonomía
El género fue descrito por   John McConnell Black y publicado en Trans. & Proc. Roy. Soc. South Australia 55: 141. 1931.

## Especies
- Embadium johnstonii
- Embadium stagnense
- Embadium uncinatum